# Hermann Schenk zu Schweinsberg
Hermann Schenk zu Schweinsberg, auch Schenck zu Schweinsberg (* im 15. Jahrhundert; † 1521 in Dillenburg) aus dem Geschlecht Schenck zu Schweinsberg war ein hessischer Adliger, landgräflich-hessischer Amtmann, Statthalter und Ritter vom Heiligen Grab.

## Familie
Hermann Schenk zu Schweinsberg entstammte dem Adelsgeschlecht Schenck zu Schweinsberg und war ein Sohn des Guntram Schenk zu Schweinsberg († 1463) und dessen Frau Else Wais von Feuerbach († 1492). Sein Bruder Johann (1460–1506) war landgräflich-hessischer Marschall und kaiserlicher Rat. Ein weiterer Bruder mit demselben Namen war Komtur.
Hermann war dreimal verheiratet, zuletzt mit einer Tochter des Landhofmeisters Ludwig von Boyneburg. Die Ehen blieben kinderlos.

## Leben
Am 2. Juli 1477 erhielt er vom Landgrafen Heinrich III. von Hessen sein Hofgewand und wurde im Jahr darauf dessen Rat und Diener.
Im August 1479 begleitete er den Landgrafen, der 1457 Anna von Katzenelnbogen (Tochter des Grafen Philipp von Katzenelnbogen) geheiratet hatte, in die Grafschaft Katzenelnbogen, um diese nach dessen Tod zu übernehmen. Im November 1487 wurde Hermann Nassau-dillenburgischer Rat und Diener.
Am 8. Februar 1488 wurde er vom Landgrafen Wilhelm III. von Hessen, Sohn Heinrichs III., zum Amtmann des hessischen Anteils am Amt Löhnberg bestellt. Später wurde er noch Amtmann in Dillenburg und Siegen, bevor er im März 1491 Ritter und Amtmann der Grafschaft Nassau wurde. Landgraf Wilhelm III. und Graf Johann V. von Nassau-Dillenburg verliehen ihm und fünf anderen Stämmen das neu entdeckte Bergwerk Odensbach im Amt Löhnberg gegen das übliche Entgelt.
Bei der Hochzeit des Landgrafen Wilhelm III. mit Landgräfin Anna gehörte Schenk zu den Festgästen.
1509 besiegelte er auf dem Landtag zu Spieß die dort gegen die Landgräfin beschlossene Einigung der Landstände.
Von den Regenten wurde er im April 1512 zum Reichstag zu Trier entsandt und
1514, als er sich Ritter, Mitregent und Hofmeister nannte, kam es zu einem Zerwürfnis mit den Landständen, das zu seinem Sturz im August 1514 führte.
Schenk zog sich nach Dillenburg zurück, wo er 1521 verstarb.
Er war Mitglied des Ritterordens vom Heiligen Grab.